# Dasytes terminalis
Dasytes terminalis é uma espécie de insetos coleópteros polífagos pertencente à família Dasytidae.
A autoridade científica da espécie é Jacquelin Du Val, tendo sido descrita no ano de 1861.
Trata-se de uma espécie presente no território português.